# Appenloch
Das Appenloch ist eine natürliche Karsthöhle bei Münzinghof, einem Gemeindeteil der mittelfränkischen Stadt Velden im Landkreis Nürnberger Land in Bayern.

## Beschreibung
Die Höhle, die auch als Michelhöhle oder Friedrichshöhle bezeichnet wird, befindet sich am Westhang des Appenbergs und ist etwa 1200 Meter nordöstlich von Rupprechtstegen entfernt. Die Höhle ist im Geotopkataster Bayern unter der Nummer 574H016 gelistet. Im Höhlenkataster Fränkische Alb (HFA) ist die Höhle als D 150 registriert, daneben ist sie auch als Bodendenkmal „Höhlenstation vor- und frühgeschichtlicher Zeitstellung“ beim Bayerischen Landesamt für Denkmalpflege eingetragen.
Sie ist eine kurze Horizontalhöhle von etwa 20 Metern Länge. Die Größe des Eingangs beträgt etwa 17 mal 4 Meter. An den Eingang schließt sich der etwa 20 Meter lange, 7 Meter breite und bis zu 3 Metern hoche Hauptraum an. Von dieser Felsenhalle aus führen einige enge Gänge in das zerklüftete Gestein. Die Höhle wird freizeitlich genutzt und es sind nur noch vereinzelt Sintergruppen, Mondmilch und Deckenkolke zu finden. Erwähnenswerte Tropfsteine befinden sich nicht in der Höhle.

## Geschichte
Bei Ausgrabungen im Jahre 1895 wurden vermutlich menschliche Skelettreste, Urnenscherben und Knochen von verschiedenen Tieren gefunden. Eine weitere Grabung fand im Jahr 1930 statt. Die Funde sind nur teilweise erhalten.

## Zugang
Die Höhle ist ganzjährig frei zugänglich und gefahrlos zu erkunden. 
Über zahlreiche Wanderwege ist sie von Rupprechtstegen oder Raitenberg aus erreichbar. Von einem Schotterweg führt ein kleiner Pfad hinauf zur Höhle.
In unmittelbarer Nähe der Höhle befinden sich zwei weitere kleinere Felsengrotten (Appenbergfelsgrotten D 150a und D 150b).